# Neoharmsia
Genre
Neoharmsia est un genre de plantes à fleurs dicotylédones de la famille des Fabaceae, sous-famille des Faboideae, originaire de Madagascar, qui comprend deux espèces acceptées.

## Étymologie
Le nom générique, « Neoharmsia »,  est formé du nom de genre Harmsia (genre existant dans la famille des Malvaceae), dédié au botaniste allemand Hermann August Theodor Harms (1870-1942), et du préfixe grec νεο (neo), nouveau.

## Liste d'espèces
Selon The Plant List (8 octobre 2018) :
- Neoharmsia baronii (Drake) M.Peltier
- Neoharmsia madagascariensis R.Vig.